# Зориле (Ђурђу)
Зориле (рум. Zorile) насеље је у Румунији у округу Ђурђу у општини Градинари. Oпштина се налази на надморској висини од 96 m.

## Становништво
Према подацима из 2002. године у насељу је живело 1096 становника, од којих су сви румунске националности.